# Aeroporto de Morrinhos
O Aeroporto de Morrinhos ( ICAO: SWMX) está localizado no município de Morrinhos (Goiás). 
Suas coordenadas são as seguintes: 17°45'57.00"S de latitude e 49°07'22.00"W de longitude. Possui uma pista de 1085m de cascalho.